# FatLAN
FatLAN was een halfjaarlijkse LAN-party die tot en met 2016 plaatsvond in Lommel. FatLAN werd georganiseerd door de vzw FatLAN.
Mensen die vijf of meer keer deelgenomen hebben aan FatLAN, kregen als GoldMember speciale kortingen, vroegtijdige inschrijving voor evenementen, en extra gadgets. Voor deze groep werd tussen de 'grote' FatLAN's in een GoldMemberLAN of VIPLAN georganiseerd.
Tijdens FatLAN werden er zogenaamde compo's georganiseerd: wedstrijden op de pc tussen verschillende spelers of clans, gebruik makend van een bepaald computerspel, en er konden prijzen worden gewonnen. Er waren Funcompo's, Pro Compo's en Open Compo's. Een afwijkende variant waren de 'Make Your Own FatLAN-Compo's', waarbij men zelf een game, map, aantal spelers, enz. kon kiezen. FatLAN zorgde voor de organisatie en de prijzen.
Sinds 2007, op de tiende verjaardagseditie, werden voor het eerst ESWC-compo's georganiseerd. De voorrondes vonden toen op FatLAN plaats, vanaf 2008 werden de Belgische finales door FatLAN georganiseerd. Winnaars werden doorverwezen naar de finales van de elektronische wereldcompetitie.
Binnen de officiële competities waren er ook elk jaar een aantal games geselecteerd die meespeelden met de jaarlijkse internationale competities van de ESWC. Winst op FatLAN leverde toegangstickets op tot de wereldcup Electronic Sports.

## Edities
- FatLAN I (15 - 17 augustus 2002): Parochiezaal 't Klosterhof (Lommel-Kattenbos) (164 Deelnemers).
- FatLAN II (21 - 23 maart 2003): Parochiezaal 't Klosterhof (Lommel-Kattenbos) (106 Deelnemers).
- FatLAN III (15 - 17 augustus 2003): Parochiezaal 't Klosterhof (Lommel-Kattenbos) (158 Deelnemers).
- FatLAN IV (16 - 18 april 2004): Parochiezaal 't Klosterhof (Lommel-Kattenbos) (179 Deelnemers).
- FatLAN V The Special Edition (13 - 15 augustus 2004): Voetbalstadion KVSK United (Lommel-Heide-Heuvel) (260 Deelnemers).
- FatLAN V.V Gold 1 (januari 2005): CC 't Zand (Lommel-Heeserbergen) (60 Deelnemers).
- FatLAN VI The Next Level (8 - 10 april 2005): Luna's Ysstadion (Lommel-Kolonie) (503 Deelnemers).
- FatLAN VII Making A Difference (12 - 14 augustus 2005): Luna's Ysstadion (Lommel-Kolonie) (396 Deelnemers).
- FatLAN VII.V Gold 2 (21 - 22 januari 2006): CC 't Zand (Lommel-Heeserbergen) (60 Deelnemers).
- FatLAN VIII Octagon (28 - 30 april 2006): Luna's Ysstadion (Lommel-Kolonie) (490 Deelnemers).
- FatLAN IX Back-To-Basics (15 - 17 september 2006): Luna's Ysstadion (Lommel-Kolonie) (201 Deelnemers).
- FatLAN Vips I Pre-Anniversary (26 - 28 januari 2007): Parochiezaal 't Klosterhof (Lommel-Kattenbos) (100 Deelnemers).
- FatLAN X Anniversary (27 - 29 april 2007): Evenementenhal De Soeverein (Lommel Heide-Heuvel) (674 Deelnemers).
- FatLAN Vips II (24 - 26 augustus 2007): Zaal Kok-O-Folie (Lommel-Kerkhoven) (96 Deelnemers).
- FatLAN Vips III (21 - 23 december 2007): Zaal Kok-O-Folie (Lommel-Kerkhoven) (96 Deelnemers).
- FatLAN XI (8 - 10 augustus 2008): Evenementenhal De Soeverein (Lommel Heide-Heuvel) (Max. 500 deelnemers).
- FatLAN Vips IV (12 - 14 september 2008): Zaal Kok-O-Folie (Lommel-Kerkhoven) (96 Deelnemers).
- FatLAN Vips V (16 - 18 januari 2009): Zaal Kok-O-Folie (Lommel-Kerkhoven) (96 Deelnemers).
- FatLAN 12 The New Era (1 - 3 mei 2009): Evenementenhal De Soeverein (Lommel Heide-Heuvel) (Max. 750 deelnemers).
- FatLAN Vips VI (2 - 4 oktober 2009): Zaal Kok-O-Folie (Lommel-Kerkhoven) (96 Deelnemers).
- FatLAN 13 (14 - 16 mei 2010): Evenementenhal De Soeverein (Lommel Heide-Heuvel) (Max. 1000 deelnemers).
- FatLAN Vips VII (29 - 31 januari 2010): Zaal Kok-O-Folie (Lommel-Kerkhoven) (99 Deelnemers).